# Johann Burgauner

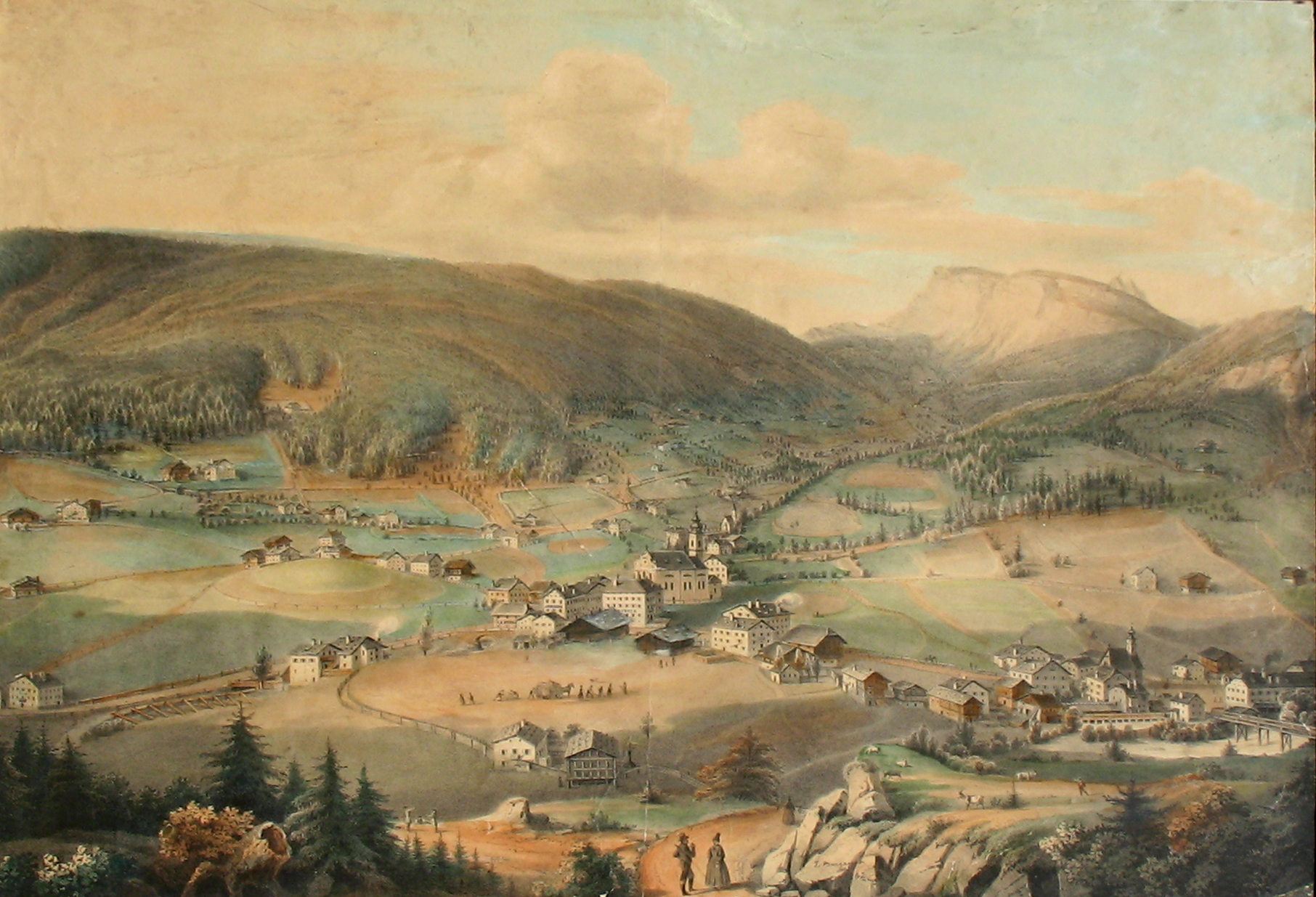
St. Ulrich in einer Lithografie Burgauners, 1862 von Josef Moroder Lusenberg nachkoloriert

Johann Burgauner (* 18. Oktober 1812 in Kastelruth; † 13. Mai 1891 in Brixen) war ein Südtiroler Maler.

## Leben
Burgauner, dessen Vater Bäckermeister war, besuchte die Akademie der Bildenden Künste München (Eintritt am 4. April 1845) im Fach Malerei unter Professor Joseph Schlotthauer. Um 1850 war er Leiter der Zeichenschule in St. Ulrich in Gröden.
Im Alter übersiedelte er nach Brixen, wo er im Alter von 88 Jahren verstarb. Ein Neffe von ihm war der Maler Eduard Burgauner (1873–1913).

## Werke

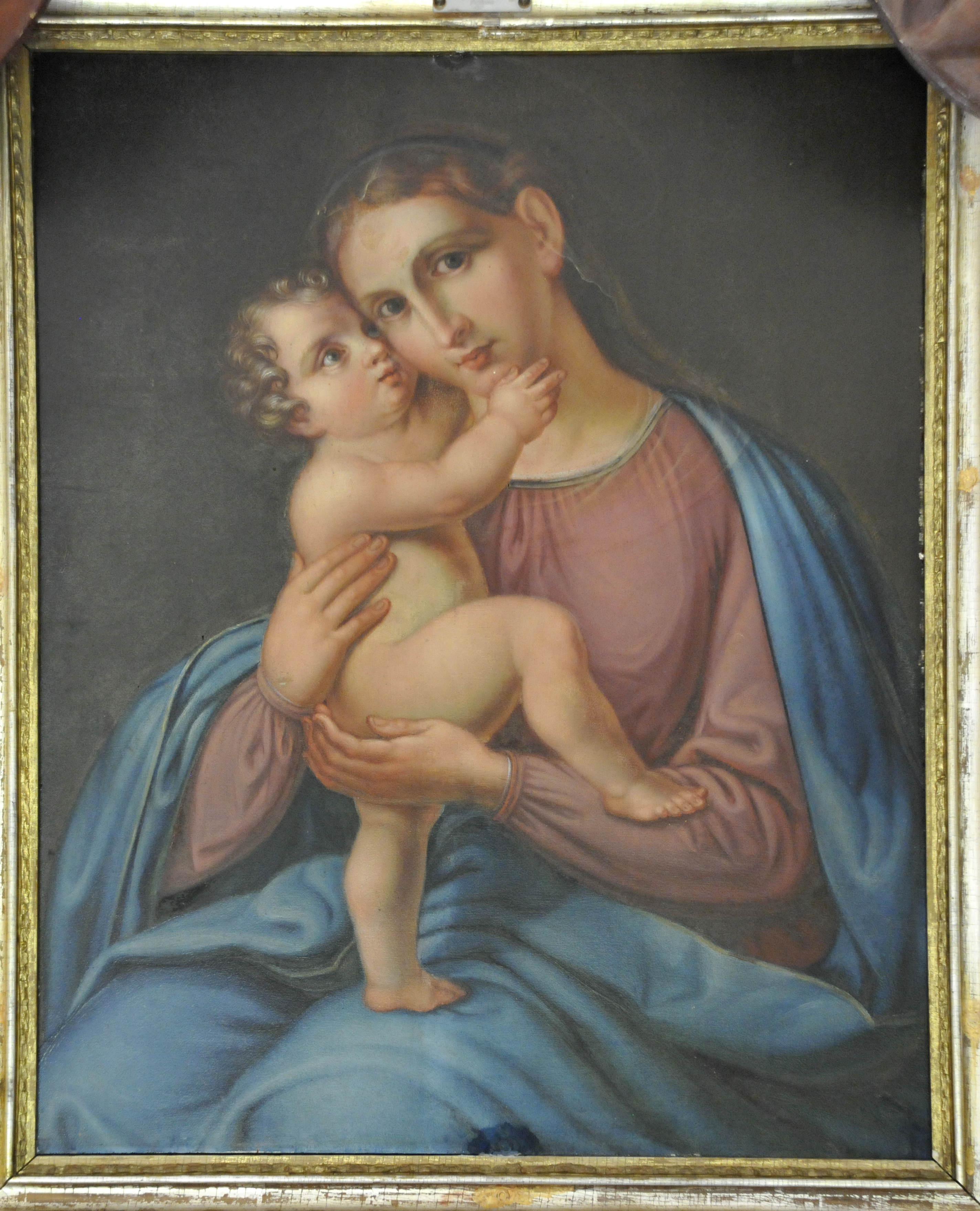
Burgauners Madonna mit Kind in einer Kapelle in Überwasser

Er porträtierte zahlreiche wichtige Persönlichkeiten der damaligen Zeit. Unter anderem porträtierte er die Grödner Handelsfrau Anna Maria Peschlautzer (1773–1836), Stammmutter der Familie Moroder-Scurcià. Das Museum von Meran besitzt von ihm zwei Ölbilder und zahlreiche Handzeichnungen. 
Burgauner schuf Altarbilder für die Pfarrkirche in St. Christina 1848, für die Kirche in Eppan und die Klosterkirche Maria Steinach bei Meran.
Für die Pfarrkirche von St. Christina malte er auch 1845 die Kreuzwegbilder.
Für die Pfarrkirche von Kastelruth malte er das Gemälde Herz Mariä.
1848 malte er die Fahne der Schützenkompanie St. Ulrich, die im Museum Gherdëina aufbewahrt ist.
Die Deckenmalereien der Maria Hilf Kirche in Seis stammen von Johann Burgauner (1849).
Für eine Familienkapelle in Überwasser malte er ein Madonnenbild nach dem Gnadenbild Mariahilf.